# Реєстрова тонна
Реєстро́ва тонна (англ. register ton, скорочено — «GRT») (брутто-реєстрова тонна) — одиниця об'єму, що дорівнює 100 кубічним футам, тобто 2,83 м³.
Реєстровими тоннами в судноплавстві вимірюють і об'єм судна, і об'єм приміщення, що може бути зайнятим під корисний вантаж. У реєстрових тоннах обчислюються:
- Брутто-реєстровий тоннаж (БРТ; валова реєстрова місткість судна; англ. gross registered tonnage) — місткість судна, що обчислюється на основі даних обмірювання внутрішніх приміщень судна (як трюмів, так і надпалубних надбудов, що використовуються для перевезення вантажу і пасажирів):
- Нетто-реєстровий тоннаж (НРТ; чиста реєстрова місткість судна; англ. net registered tonnage), рівний брутто-реєстровому тоннажу за вирахуванням обсягу приміщень, не призначених для перевезення вантажів та пасажирів.

Формула, що оцінює об'єм вітрильних яхт в реєстрових тоннах на основі їх геометричних розмірів (Thames Measurement), використовувалася для поділу на класи вітрильних яхт.